# Homme chien du Michigan
Pour les articles homonymes, voir Dogman.
L'Homme chien du Michigan (Dogman of Michigan) animal bipède ressemblant à un canidé issu du folklore du Michigan et née d'une chanson locale sortie en 1987 faisant potentiellement écho à des récits plus anciens. De nombreuses observations ont été rapportées dans plusieurs endroits du Michigan après la sortie de la chanson, principalement dans le quadrant nord-ouest de la péninsule inférieure.

## Origine
L'origine de cette légende provient d'un chanson du disk jockey Steve Cook Cook accompagnée au clavier sortie le 1er avril 1987, basée sur des morceaux de croyances locales et des récits exagérés,. Cook indique n'avoir jamais entendu parler d'un véritable « dogman » du Michigan au moment de l'enregistrement et l'avoir inventé de toutes pièces. Il crédite la chanson à Bob Farley.
Selon Cook, une légende amérindienne existerait, ce qui fait dire que l'homme chien rode autour de la rivière Manistee depuis l'époque où les tribus Odawa y vivaient bien qu'aucune source authentique n'ait jamais été documentée. Après avoir diffusé la chanson, Cook a reçu des appels d'auditeurs qui disaient avoir rencontré une créature similaire. Dans les semaines qui ont suivi, la chanson est devenue la plus demandée sur la station. Il a également vendu des cassettes des chansons pour quatre dollars et a fait don des recettes du single à un refuge pour animaux. 
À la suite de cette chanson, le mythe a pris de l'ampleur dans la région et d'autres légendes similaires sont ressorties ultérieurement. Au fil des ans, Cook a reçu plus de 100 rapports sur l'existence de la créature. Par exemple, la première rencontre présumée de l'homme aurait eu lieu en 1887 dans le comté de Wexford, lorsque deux bûcherons ont vu une créature qu'ils ont décrite comme ayant un corps d'homme et une tête de chien.  En 1937, à Paris (en), dans le Michigan, Robert Fortney a été attaqué par cinq chiens sauvages et a déclaré que l'un d'entre eux marchait sur deux jambes. Des rapports faisant état de créatures similaires ont également été publiés dans le comté d'Allegan dans les années 1950, ainsi qu'à Manistee et Cross Village (en) en 1967.
Malgré la montée en puissance du mythe, Cook maintient son scepticisme quant à l'existence d'un véritable homme-chien. Il ajoute des couplets à la chanson en 1997 après avoir entendu un rapport sur une effraction par un canidé inconnu dans une cabane à Luther, Michigan,. Il l'a réenregistrée à nouveau en 2007, avec un accompagnement de mandoline, et soutient la diffusion d'un hoax vidéo la même année.

## Légende
Selon la chanson de Cook, l'homme chien apparaît au cours d'un cycle de dix ans qui tombe les années se terminant par 7. En 2007, un autre résident du Michigan, Mike Agrusa, souhaitant perpétuer cette caractéristique sort une vidéo hoax censée montrer la créature.
La créature aurait 2 mètres de haut, aux yeux bleus ou ambrés, avec le torse d'un homme et un hurlement effrayant qui ressemble à un cri humain. 
Linda S. Godfrey, dans son livre The Beast of Bray Road, compare les observations de Manistee à une créature similaire observée dans le Wisconsin et connue sous le nom de Bête de Bray Road.

## Dans la culture populaire
En mars 2010, la créature a été présentée dans un épisode de MonsterQuest (en). En janvier 2017, la créature a été présentée dans l'épisode de la saison 2 intitulé « Great Lakes : Wolfman, Dogman, Wendigo » de Monsters and Mysteries in America (en).
Parmi les autres références au Dogman, on trouve diverses chaînes YouTube, dont Dogman Encounters Radio, Dogman Narratives, Scary Stories NYC, Campfire Tales, Dogman Encounters with Jeffrey Nadolny, et Lilith Dread.
Fin 2011, le cinéaste Rich Brauer a sorti un film intitulé Dogman, avec Larry Joe Campbell. La première du film a eu lieu au State Theatre (en) de Traverse City. Le film comprend une brève séquence de « The Gable Film », utilisée avec l'autorisation de Mike Agrusa, qui a été remercié dans le générique du film.